# James Baker Payne
James Baker Payne (Bristol, 5 dicembre 1800 – Londra, 29 luglio 1870) è stato un pittore inglese.

## Biografia
Nato a Bristol, in Inghilterra, impara a dipingere da autodidatta. 
Partecipa alle attività di disegno della Scuola di Bristol negli anni venti del XIX secolo ed espone per la prima volta a Bristol nel 1824. Il suo modo di dipingere in questo periodo è influenzato dalla pittura di Danby.
Nel 1832 trascorre sei settimane in Francia con il suo collega Edward Villiers Rippingille.
Verso la metà degli anni Trenta del secolo, probabilmente nel 1835, si trasferisce a Londra, dove matura un proprio stile, influenzato da Turner.
Nel 1846 viaggia in Germania, Svizzera e Italia. Il mercante Thomas Agnew gli acquista alcuni dipinti di paesaggi svizzeri e poi gli paga, nel 1851, un viaggio di studio di tre anni in Italia insieme a William Evans.
Fatto ritorno in patria si dedica sia a rielaborare il materiale raccolto nel corso dei suoi viaggi che a dedicarsi al paesaggio britannico.
Muore nella sua casa di Londra, al 203 di Camden Road. È sepolto con la moglie Anne (1805-1865) nel lato occidentale del cimitero di Highgate; la lapide della sua tomba è andata perduta.

## Opere

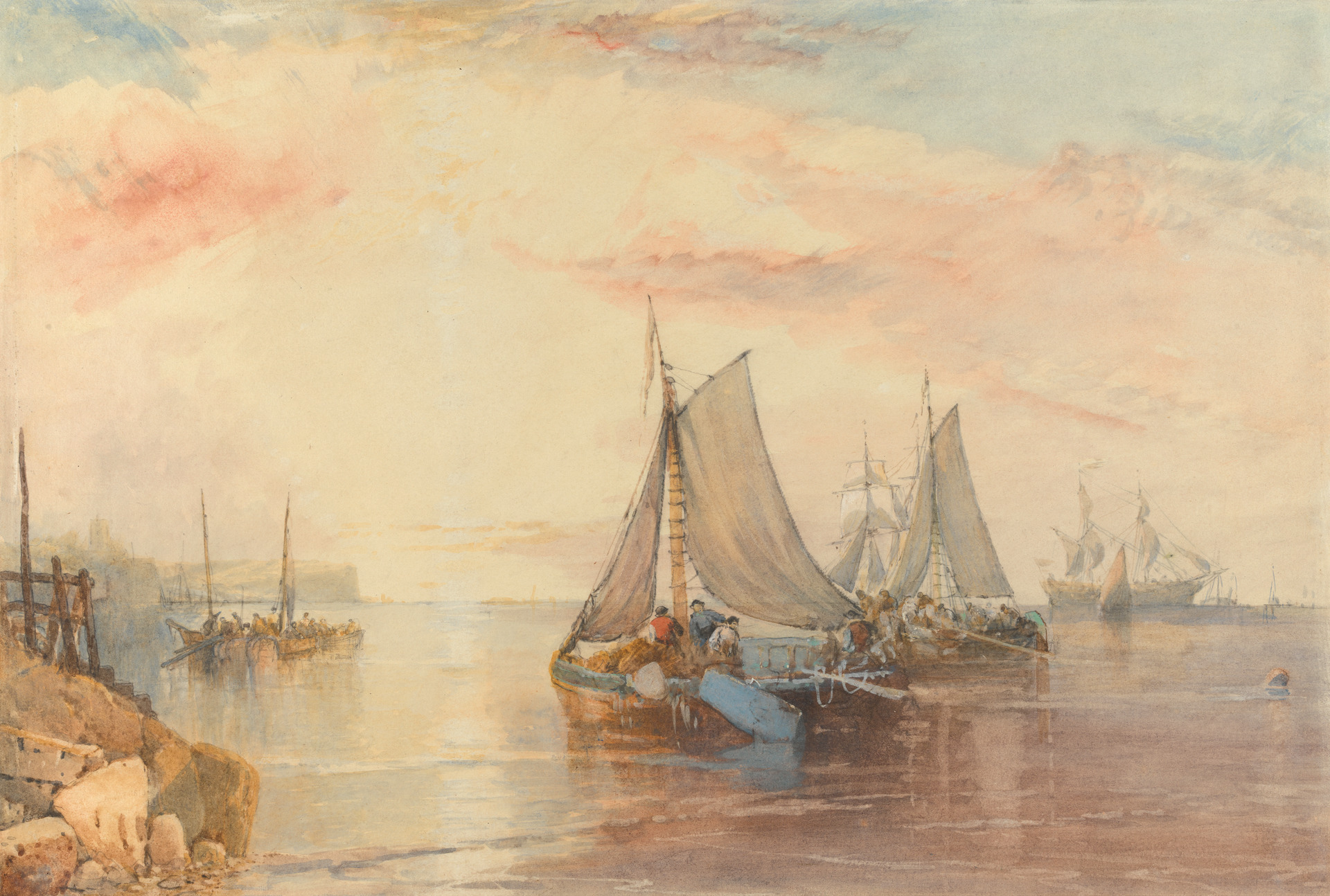
Pesca in mare calmo
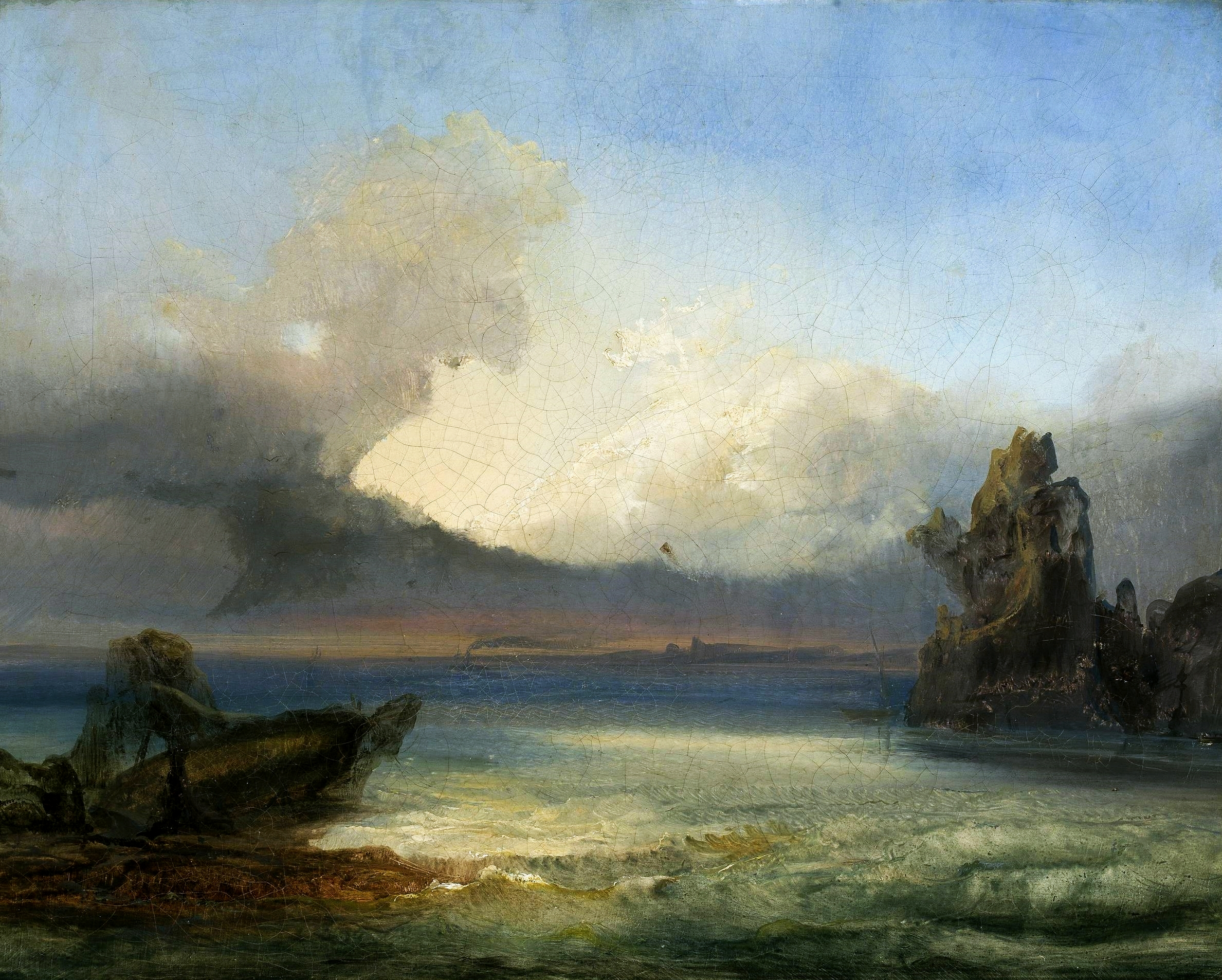
Paesaggio marino
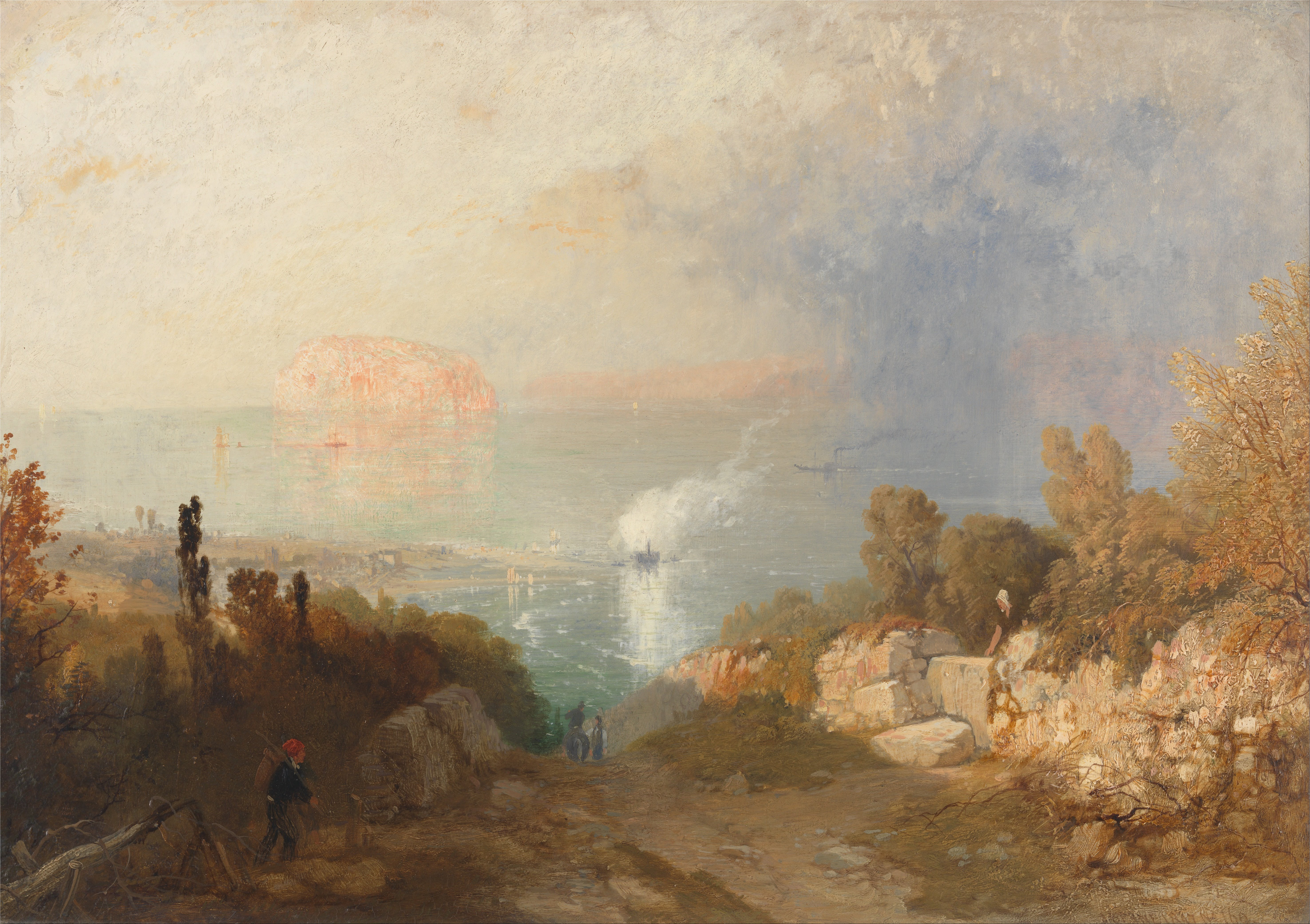
Entrata agli stretti di Menai, 1847
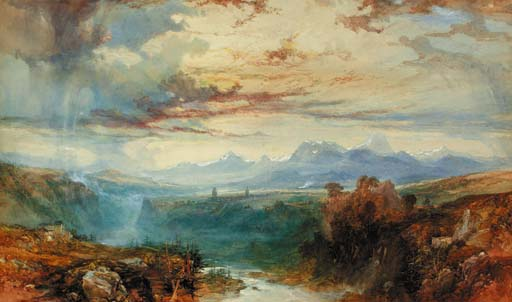
Paesaggio delle Alpi svizzere
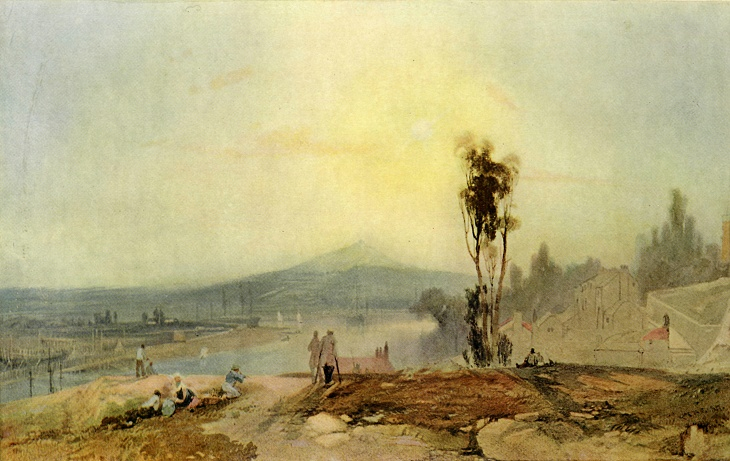
Paesaggio italiano
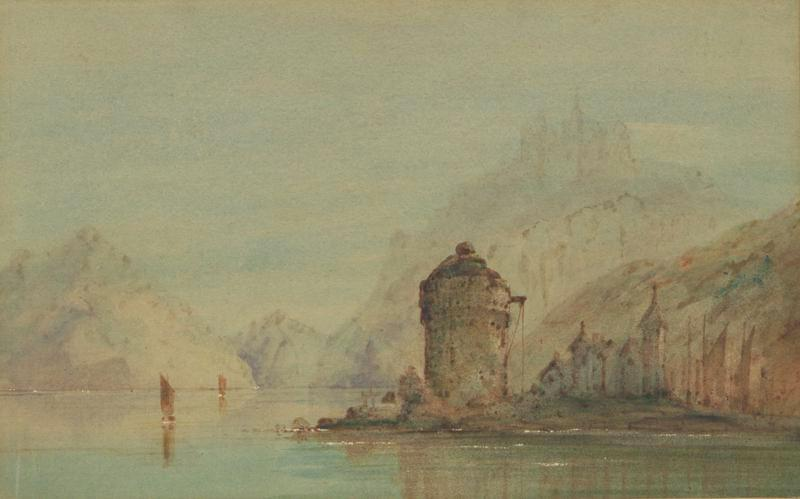
Paesaggio di lago italiano
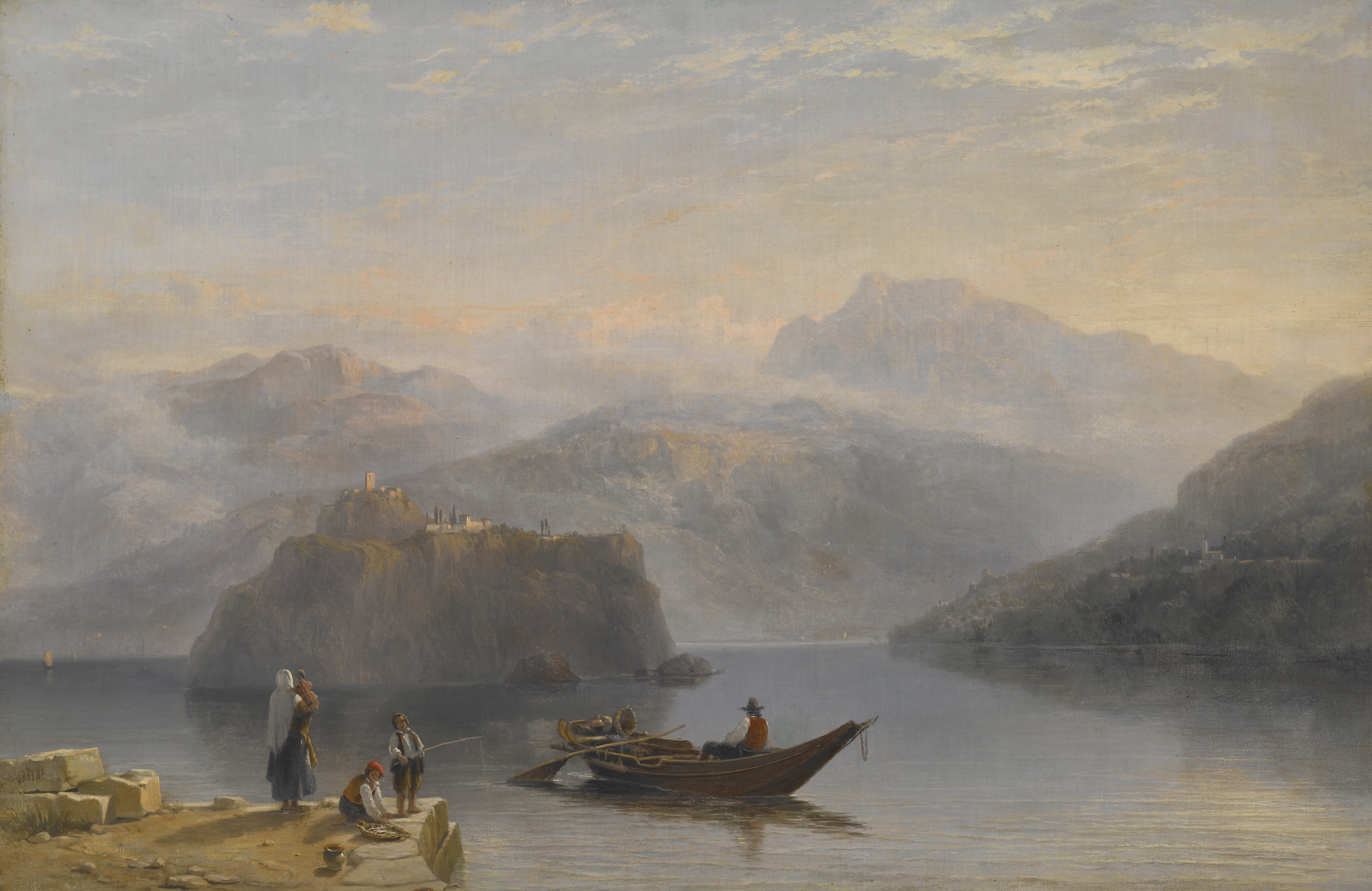
Lago Maggiore, 1860